# Vladislav Ursu
Vladislav Ursu (Chisináu, 1 de marzo de 2001) es un deportista moldavo que compite en tenis de mesa. Ganó una medalla de bronce en el Campeonato Europeo de Tenis de Mesa de 2024, en el torneo de dobles.

## Palmarés internacional
| Campeonato Europeo | Campeonato Europeo | Campeonato Europeo | Campeonato Europeo |
| Año                | Lugar              | Medalla            | Prueba             |
| ------------------ | ------------------ | ------------------ | ------------------ |
| 2024               | Linz (Austria)     | Medalla de bronce  | Dobles             |